# نیوپورت پاگنل
latitudeنیوپورت پاگنلstatic_image_sizeنیوپورت پاگنلlongitudeنیوپورت پاگنل
نیوپورت پاگنل (به انگلیسی: Newport Pagnell) یک شهرک در بریتانیا است که در باکینگهام‌شر واقع شده‌است.

## خصوصیات
نیوپورت پاگنل ۱۵٬۱۱۸ نفر جمعیت دارد.